# Charles Blagden
Pour les articles homonymes, voir Blagden.
Charles Brian Blagden, né le 17 avril 1748 à Wotton-under-Edge et mort le 26 mars 1820 à Arcueil, est un médecin, physicien et chimiste britannique. 

## Biographie
Médecin dans l'armée (1776-1780), il participe à des expériences sur la température et, avec Joseph Banks et Daniel Solander, établit une étude sur l'adaptation des animaux à une importante température. Avec Banks et Solander, ils supportent une température de 128° C alors que des œufs et de la viande cuisaient à leurs côtés (1774),. Cette expérience est rapportée par Jules Verne dans son roman Les Aventures du capitaine Hatteras (partie 2, chapitre IX).
En 1783, assistant d'Henry Cavendish (1783), il rend visite avec lui à Antoine Lavoisier à Paris et y est témoin des expériences menées sur l'air inflammable.  
Il devient secrétaire de la Royal Society (1784-1797) et remporte la médaille Copley en 1788. Élu membre correspondant de l'Académie américaine des arts et des sciences en 1789, il est élu cette année-là à la Société américaine de philosophie.
Il est anobli en 1797. 
Blagden est aussi à l'origine de la loi de la cryométrie selon laquelle « l'abaissement cryométrique du point de congélation d'une solution étendue est proportionnel à sa concentration ».
Mort à Arcueil en France, il est inhumé au cimetière du Père Lachaise.